# Pleurophorus cracens
Pleurophorus cracens är en skalbaggsart som beskrevs av Victor Ivanovitsch Motschulsky 1863. Pleurophorus cracens ingår i släktet Pleurophorus och familjen Aphodiidae. Inga underarter finns listade i Catalogue of Life.